# Грищенко-Меленевський Яків Пантелеймонович
Гри́щенко-Мелене́вський Я́ків Пантелеймо́нович (20 жовтня 1898 — 8 лютого 1993) – старший пресвітер євангельських християн-баптистів по Житомирській області, дослідник історії виникнення баптизму на території Волині-Житомирської області.

## Життєвий шлях
Народився 20 жовтня 1898 року у селі Мелені Радомисльського повіту Київської губернії у родині селянина-землероба Пантелеймона Павловича і Тетяни Костянтинівни. Навчався у Меленівському народному училищі, потім у Радомисльській прогімназії. Під час Першої світової війни був призваний на військову службу та направлений на лінію фронту над річкою Стохід. Цілий рік перебував на передовій, а потім у Києві у підготовчій команді київських шкіл прапорщиків. Згодом був відправлений додому до особливого розпорядження.
У Меленях Грищенко-Меленевський почав відвідувати богослужіння місцевої громади євангельських християн-баптистів, що проходили на сусідньому хуторі Войнарівка. Разом з молоддю відвідував Лугинківську громаду ЄХБ, у 1918 році прийняв хрещення у річці Жерев та став членом Меленівської громади.
Яків Пантелеймонович самостійно організував хор з молоді, став головою молодіжного гуртка. Спочатку молитовні зібрання проводилися у будинку його батька на хуторі Войнарівка.
У 1928 році головою Всеукраїнського союзу баптистів Д. О. Правовєровим був рукопокладений у диякони. У 1928 році був засуджений на 3 роки концтаборів за ст. 54-10 за звинуваченням у антирадянській пропаганді і агітації. Покарання відбував на каналі Москва-Волга, потім повернувся в Україну. У 1945 році був рукопокладений у пресвітери Меленівської громади ЄХБ, у цьому ж році був призначений старшим пресвітером по Житомирській області. Цю роботу виконував до 1967 року. Не зважаючи на проблеми зі здоров'ям, до самої смерті намагався служити людям, писав християнські вірші, переписував книги. Похований на цвинтарі хутора Войнарівка (нині Винарівка Коростенського району Житомирської області).

## Дослідження історії баптизму

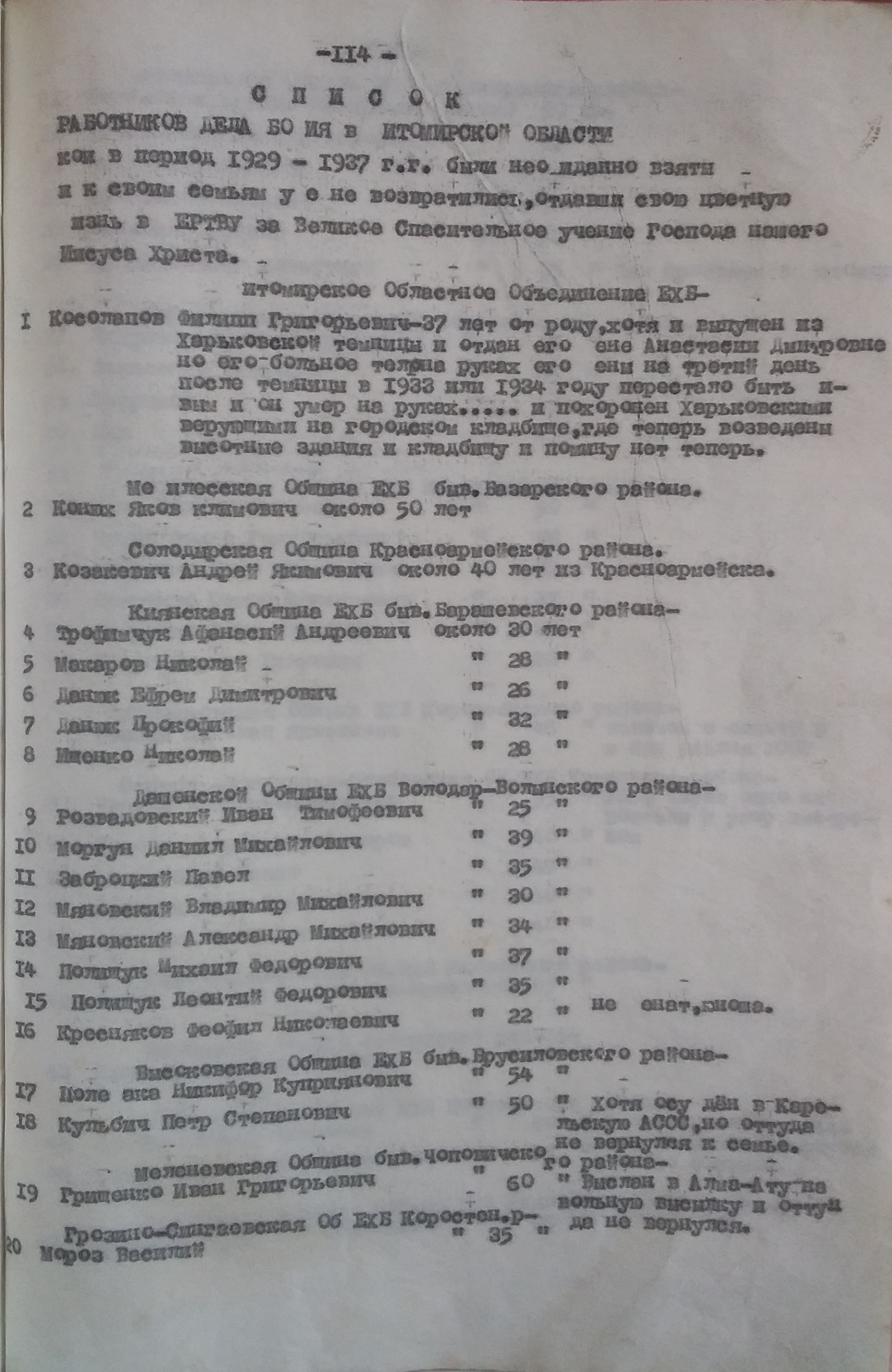
Приклад сторінки з самвидатівської книги зі списком віруючих, що постраждали від репресій

За дорученням старших Грищенко-Меленевський написав книгу «История возникновения евангельских христиан-баптистов в Житомирской области УССР 1876—1981 гг.» з фотографіями найбільш видатних релігійних працівників області. Праця містить не тільки безцінні свідчення щодо виникнення євангельського руху на теренах Волині, але й списки віруючих, які віддали своє життя за відданість християнському вченню. У книзі подаються списки громад ЄХБ, що існували на той час, описуються переслідування баптистів з боку царського та радянського урядів. Самвидатівська книга зберігається у кількох примірниках у родинах віруючих. У 2020 році ця праця вийшла друком українською мовою.